# Carlotta Moscia
Carlotta Moscia (ur. 28 kwietnia 1994 w Giaveno, Włochy) – włoska piłkarka, grająca na pozycji pomocnika.

## Kariera piłkarska

### Kariera klubowa
W 2008 rozpoczęła karierę piłkarską w Real Canavese. W 2009 została zaproszona do Juventusu. Po 2 latach przeniosła się do ACF Alessandria. Potem występowała w klubach Alba i Cuneo. Latem 2016 została zawodniczką USD San Zaccaria.

### Kariera reprezentacyjna
Broniła barw juniorskiej reprezentacji U-17. Potem występowała w juniorskiej reprezentacji U-19.

## Sukcesy i odznaczenia

### Sukcesy piłkarskie
Cuneo
- mistrz Serie B: 2016